# Liste der Einträge im National Register of Historic Places im Warren County (Indiana)

Lage des Warren County in Indiana

Die Liste der Einträge im National Register of Historic Places im Warren County in Indiana führt alle Bauwerke und historischen Stätten im Warren County auf, die in das National Register of Historic Places aufgenommen wurden.
| [ 2 ] | Name                          | Bild                          | Eintragsdatum        | Lage                                                                | Ort              | Beschreibung |
| ----- | ----------------------------- | ----------------------------- | -------------------- | ------------------------------------------------------------------- | ---------------- | ------------ |
| 1     | Andrew Brier House            | Andrew Brier House            | 1986 ID-Nr. 86001617 | Old US 41 bei Carbondale 40° 21′ 32″ N, 87° 20′ 52″ W               | Liberty Township |              |
| 2     | Kent House and Hitchens House | Kent House and Hitchens House | 1984 ID-Nr. 84001719 | 500 Main Street und 303 Lincoln Street 40° 16′ 54″ N, 87° 17′ 20″ W | Williamsport     |              |
| 3     | Warren County Courthouse      | Warren County Courthouse      | 2008 ID-Nr. 08000195 | 125 Monroe Street 40° 17′ 17″ N, 87° 17′ 39″ W                      | Williamsport     |              |